# 루터대학교
루터대학교(루터大學校, Luther University)는 대한민국 경기도 용인시 기흥구에 있는 휴먼케어서비스[보건복지] 특성화 4년제 사립대학교이다. 기독교한국루터회 소속으로 교명은 마르틴 루터의 이름에서 유래했다.
2023년 세계혁신대학평가 WURI(World’s Universities with Real Impact) 글로벌대학 91위, 윤리적 가치(Ethical Value) 부문에서는 2020년 40위, 2021년 45위, 2022년 43위, 지난해 대비 아홉 계단 상승한 34위를 기록하는 등 4년 연속 TOP 50에 선정되었다.
전국대학 최초 ESG가치 실현을 위한 안전보건경영시스템(ISO45001) 인증 및 교육기관경영시스템(ISO21001) 학부 학사 및 행정서비스 인증을 획득했다.
인수도권인데다 특히 부촌과 번화가가 발달한 용인에 위치했다. 개신교의 장자교파의 대학답지않게 규모가 아담하지만 유명세가 높은데, 기독교한국루터회가 신도수가 적은 소규모 교단임에도 애초에 교명부터가 마르틴 루터의 이름을 따온 인명이라서 임팩트가 있고, 전세계의 루터교회 교세가 약 7400만명으로 대단히 크기 때문이다.
소수정예의 디아코니아[사회공헌] 인재육성을 통해 루터대는 상담심리, 사회복지, 언어치료[수도권 유일의 4년제] 등 휴먼케어서비스 및 신학분야에서 나름의 인지도와 포지션을 가지고 있으며, 사회혁신리더전공을 통하여 미래의 교육환경 수요에 능동적으로 대처하고자 고군분투하고 있다.[루터대는 우수한 학생을 소규모로 선발하여 차별화된 커리큘럼의 운영을 통한 진로분야별 밀착형 담당교수제, 맞춤형 실습지도, 선후배간 멘토링사업, 산학협력을 실시하여 재학생 및 졸업생, 관련기관으로부터 상당히 좋은 평가를 받고 있다.]

## 연혁
- 1966년 3월 5일 루터신학원 개원
- 1980년 11월 17일 루터신학교로 개칭
- 1984년 3월 1일 루터신학교가 정식 교육기관으로 개교
- 1986년 1월 18일 4년제 대학 학력인정 학교 지정
- 1997년 12월 5일 루터신학대학교로 개편
- 2003년 6월 19일 루터대학교로 교명 변경[4]
- 2017년 교육부 대학구조개혁평가 2차년도 이행점검 결과 재정지원대학 선정[5]

## 교육편제

### 학부
2020학년도부터 학부제로 통합선발하였다. 디아코니아학부로 변경이 되어 1학년은 디아코니아 학부로 다니고 2학년 때 부터 학과를 결정하여 수업을 들을 수 있다.
2024년에는 디아코니아학부 아래 4개의 전공을 각각 모집하였으며, 학부 외 사회혁신리더학과는 성인학습자전형으로 별도 모집하였다.
2025년도 부터는 디아코니아학부를 휴먼케어서비스학부로 변경하여 4개학과를 통합 자율전공으로 사회혁신리더학과는 사회혁신리더학부 사회혁신리더학과로 신입생을 선발한다.

### 대학원
루터대학교는 일반대학원, 특수대학원 2개원을 설립하고 있으며, 3개 전공과정을 편성 중이다. 박사 과정은 운영하지 않으며, 모든 전공은 석사 과정으로만 운영한다.

## 캠퍼스 풍경
루터대학교는 수도권인 경기도 용인시에 위치한 사립 대학으로, 캠퍼스는 상갈동에 소재하며 약 9만m2의 교지가 있다. 도심지 인근에 위치한 관계로 인근에 상갈역과 기흥역이 위치하여 교통은 편리한 편이다. 상갈동 주민센터 외 주택가가 밀집되어 있는 관계로, 교육 시설이 다수가 존재하며, 상갈초등학교, 보라초등학교, 신갈고등학교 등이 있다.
주변에 경기도박물관과, 백남준아트센터 등이 위치한다.

## 주변 주요 시설
- 기흥역(백남준아트센터)
- 상갈역
- 경기도박물관
- 백남준아트센터